# Heterusia pacifica
Heterusia pacifica là một loài bướm đêm trong họ Geometridae.